# Per Olov Enquist
Per Olov Enquist [pæːr ˈuːlɔv ˈeːnkvist] (23. září 1934 Hjoggböle, Švédsko – 25. dubna 2020, Vaxholm) byl švédský spisovatel, překladatel, dramatik, filmový scenárista a literární kritik.

## Život
Enquist vyrůstal ve Västerbottenu. Jeho matka Maja Lindgren (1903–1992) byla učitelkou na základní škole, otec Elof Enqvist (1903–1935) zemřel dříve než Per Olof dovršil jeden rok. V padesátých letech se Enquist angažoval v atletice, obzvláště ve skoku do výšky. Po promoci na univerzitě v Uppsale, kde studoval literární vědu, pracoval v letech 1965–1976 jako kulturní kritik v denících Svenska Dagbladet a Expressen i jako televizní moderátor. Po nějakou dobu žil v Kodani, v letech 1970-1971 v západním Berlíně a v roce 1973 v Los Angeles, kde působil jako profesor na Kalifornské univerzitě.
V roce 1961 debutoval dílem Křišťálové oko, ale významnější se stal až jeho román z roku 1964 Magnetizérova pátá zima. Mezinárodní průlom dosáhl reportážním románem Legionáři, který byl přeložen do několika jazyků a zfilmován Johanem Bergenstråhlem pod názvem Baltutlämningen. Enquist také psal pro filmové a televizní společnosti, například rukopisy Strindberg-život nebo filmové scénáře Il Capitano a Hamsun. Jako dramatik mimo jiné spolupracoval s Ingmarem Bergmanem v Královském dramatickém divadle na hře Obrázkáři (1998). 
V tu dobu se také dva roky po sobě (1998, 1999) objevil v Praze ku příležitosti pražského festivalu spisovatelů. V roce 1999 navíc zhlédl premiéru své vlastní hry Obrázkáři v inscenaci Divadla Komedie.

## Dílo
Enquistova tvorba se potýká s problémem pravdy ve věcech etiky a metodologie, kde ústřední roli hraje napětí mezi subjektivismem, relativitou, absolutnem a (des)iluzí. Je pro ni příkladná narativní, často experimentální forma, která byla nejpronikavější začátkem 60. let, a kterou v Magnetizérově páté zimě uvedl přimícháním deníkových poznámek do vyprávění. Několik děl pojednává o skutečných osobách a událostech jako například román Kniha o Blanche a Marii, jenž pojednává o Blanche Wittmanové, někdejší pacientce a milence pařížského profesora Jeana Martina Charcota a Marie Curie-Skłodowské, u níž Blanche dělala asistentku.
Po dvě desetiletí se Enquist co by novinář vracel v podobě knižních recenzí a vlastních pozorování k tématu vyšetřování vraždy Olofa Palmeho. Tento námět také v roce 1992 zpracoval v prosaické formě ve sbírce esejů Kartritarna.
Roku 1997 získal Literární cenu Selmy Lagerlöfové.

## Dramatická tvorba
K psaní divadelních her se dostal Enquist až poté, co se stal
uznávaným autorem románů a povídek. Svou první hru napsal v roce 1975 (Noc
Tribádek) a od té doby jich vytvořil dalších sedm. Na množství jeho her se autorsky
podílel Anders Ehnmark (Chez Nous, Lidé na chodníku). Mezi
jednotlivými Enquistovými díly je cítit určitá spojitost. Jeho dramatické
postavy mohou mít předobraz v jeho prózách a lze v nich nalézt
společné motivy a myšlenky (V hodině rysa, Svržený anděl a Knihovna kapitána
Nema) 
Zajímají ho otázky lidské existence, komplikovaný vztah mezi mužem a ženou,
rozumem a skepsí, citem a vírou, láskou a racionalitou.
 Při
psaní próz i dramat využívá tzv. pseudodokumentární metodu, která se vyznačuje důmyslnou
kombinací fakt s fikcí. V jeho textech se často objevují historické
postavy jako např. August Strindberg, Knut Hamsun apod. Nezachází s nimi
však pietně, chová se k nim jako k běžným postavám, jde na jejich
dřeň, a proto mají svou hloubku a jímavost. Není to však nedostatek úcty
k těmto postavám, ale touha učinit je živými.

Ukázkovým
příkladem jsou tři dramata, která se hrála na mnoha švédských i světových
scénách a v roce 1981 vyšla knižně pod souborným názvem Triptych: Noc
tribádek, Faidra a Ze života žížal. Jejich protagonisté – August Strindberg a
jeho první manželka Siri von Essenová v části první, Euripidova antická
hrdinka Faidra v části druhé a Hans Christian Andersen, autor vaudevillů
Johan Ludvig Heiberg a jeho žena, herečka Johana Luisa Heibergová, v části
třetí – jsou postavy historicky či literárně dobře známé, uvažují však jako
naši současníci a aktuální jsou i témata, jimiž se zabývají. Je to například
láska nebo naopak citová vyprázdněnost, touha po seberealizaci a uznání apod.
„Nechci předvádět Faidru do naší doby,“ vysvětluje autor, „ale chci s naší
dobou navštívit dobu Faidřinu. Navštívit dějiny a mýtus, jako by to byla nějaká
cizí planeta, pozorovat je a pak najednou spatřit, jak je zbarvujeme svým
životem, svou současností. Jako bychom je infikovali svými zkušenostmi.“

Jako
dramatik spolupracoval Per Olov Enquist úzce s Ingmarem Bergmanem, který
množství jeho her zinscenoval.

### Filmové scénáře
- 1970 - Baltutlämningen
- 1984 - Strinberg-život (Strindberg Ett liv)
- 1987 - Pelle dobyvatel (Pelle erövraren)
- 1996 - Hamsun (česky 2003)

## Enquistovy hry v Česku
Inscenace Enquistových her na českých jevištích:
- Rodinný portrét z roku 1856 (Ze života žížal) – prem. 21. 3. 1985 (československá premiéra), Realistické divadlo Zdeňka Nejedlého, Praha; režie Luboš Pistorius
- Ze života žížal – prem. 30. 10. 1985, Divadlo J. K. Tyla, Plzeň; režie Lída Engelová
- Noc tribádek – prem. 20. 12. 1993 (česká premiéra), Divadlo Dagmar Karlovy Vary; režie Michal Przebinda
- Noc tribádek – prem. 2. 12. 1996, Městská divadla pražská (Divadlo Rokoko); režie Jana Kaišová
- Noc tribádek – prem. 25. 9. 1998, Divadlo Petra Bezruče, Ostrava; režie Michal Przebinda
- Obrázkáři – prem. 15. 3. 1999 (česká premiéra), Městská divadla pražská (Divadlo Komedie); režie Michal Dočekal
- Obrázkáři – prem. 16. 3. 2001, Národní divadlo Brno; režie Ľubomír Vajdička
- Faidra – prem. 8. 6. 2001, Činoherní studio Ústí nad Labem; režie Martin Tichý
- V hodině rysa – prem. 22. 4. 2003 (česká premiéra), Městská divadla pražská (Divadlo Rokoko); režie Zdenek Potužil
- Svržený anděl – prem. 15. 1. 2004 (česká premiéra), Divadlo Dagmar Karlovy Vary; režie: Hana Franková
- Noc tribádek – prem. 20. 3. 2005, A Studio Rubín, Praha; režie: Viktorie Čermáková
- Noc tribádek – prem. 17. 6. 2006, Komorní scéna Aréna, Ostrava; režie: Matěj T. Růžička
- Faidra – prem. 11. 9. 2006, Depresivní děti touží po penězích, Praha; režie Jakub Čermák
- Faidra – prem. 22. 10. 2006, Divadelní studio Továrna, Praha; režie Viktorie Čermáková
- Blanche a Marie – prem. 21. 2. 2009 (česká premiéra), Divadlo Na zábradlí, Praha; režie: Jan Nebeský
- V hodině rysa – prem. 7. 1. 2010, Divadlo Dagmar Karlovy Vary; režie: František Hnilička
- Blanche a Marie – prem. 5. 11. 2011, Městské divadlo Zlín; režie: Anna Petrželková
- V hodině rysa - prem. 25. 3. 2016, Divadlo U22, DDM P10 - Dům UM, režie: Jakub Šmíd
- Blanche a Marie – prem. 26. 10. 2021, Divadlo F. X. Šaldy; režie: Barbora Mašková
- Noc tribádek – prem. 16. 12. 2024, HaDivadlo; režie: Ivan Buraj